# Soca (Uruguai)

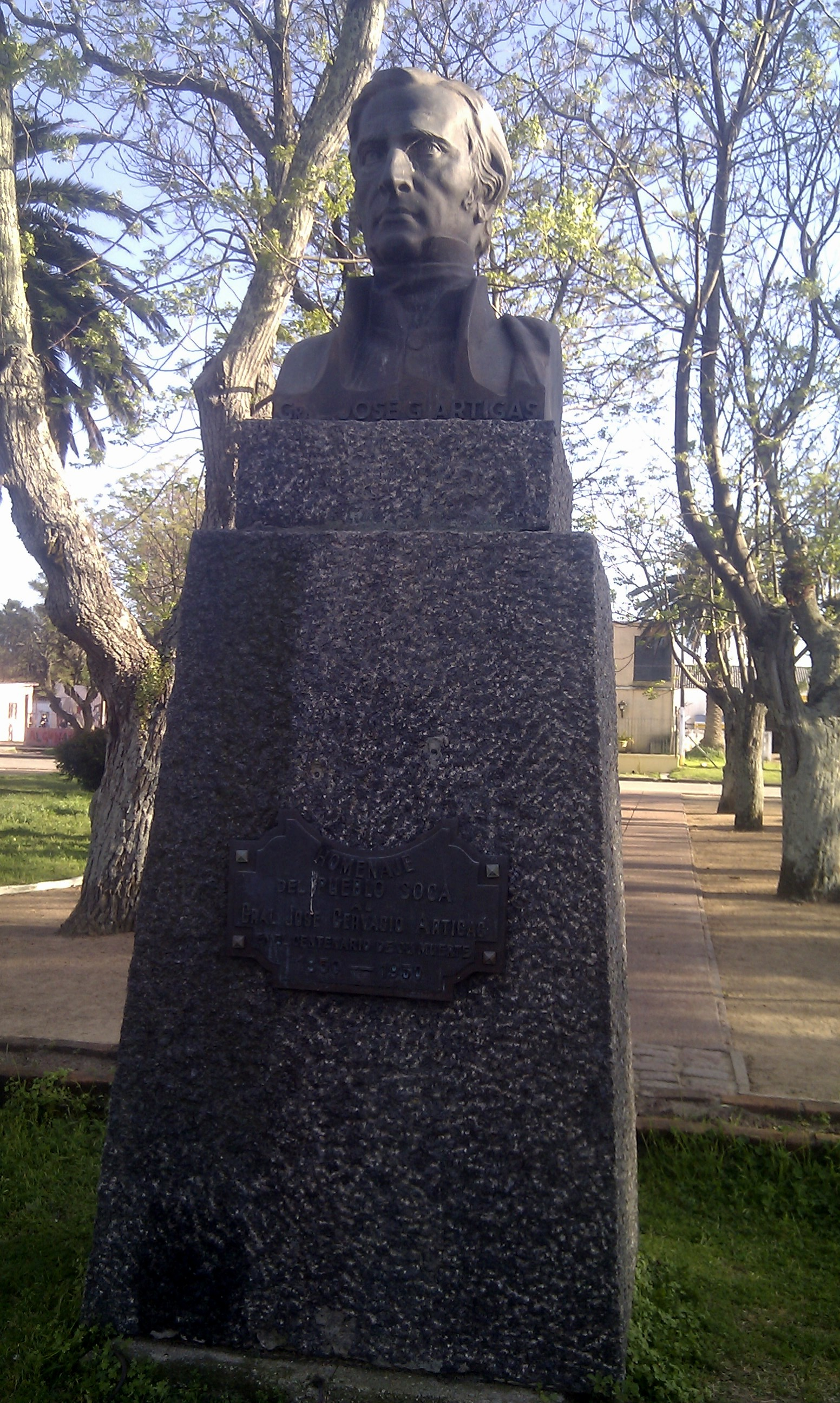
Monument situat a la plaça pública de Soca.

Soca o Dr. Francisco Soca és una població de l'Uruguai ubicada al sud-est del departament de Canelones. Es troba sobre l'encreuament de l'antiga ruta 8 amb la ruta 34 amb destinació La Floresta. El rierol Mosquitos forma els límits nord i oest del poble.
Hi ha una església dissenyada per l'arquitecte català Antoni Bonet i Castellana (1959).

## Població
Segons les dades del cens de l'any 2004, Soca tenia 1.742 habitants.
| Any  | Població |
| ---- | -------- |
| 1963 | 1.516    |
| 1975 | 1.397    |
| 1985 | 1.667    |
| 1996 | 1.764    |
| 2004 | 1.742    |

Font: Institut Nacional d'Estadística de l'Uruguai